# 백승호 (축구 선수)
백승호(白昇浩, 1997년 3월 17일~)는 대한민국의 축구 선수로 포지션은 중앙 미드필더이다. 현재 잉글랜드 EFL 챔피언십의 버밍엄 시티와 대한민국 축구 국가대표팀 소속으로 활동하고 있다. 
그는 대한민국 축구 대표팀 선수로서 FIFA 월드컵 1회 참가했고 2022년 아시안 게임 금메달을 획득했다. 그는 대한민국 국가대표팀의 FIFA 월드컵 통산 39호골을 기록했고 스타디움 974에서 득점을 터뜨린 마지막 선수이다.  

## 어린 시절
아버지 백일영 교수를 통해 2002년 5월 축구교실로 축구를 시작한 백승호는 이후 저학년부에서 최우수선수상을 받으며 득점왕에 오르면서 5학년으로는 처음으로 고학년부에서 대한축구협회 최우수선수상을 받게 되었다. 13살 때 FC 바르셀로나 유스 팀에 입단하였으며, 아시아인 최초로 FC 바르셀로나 1군에 합류할 것으로 기대되기도 했다.

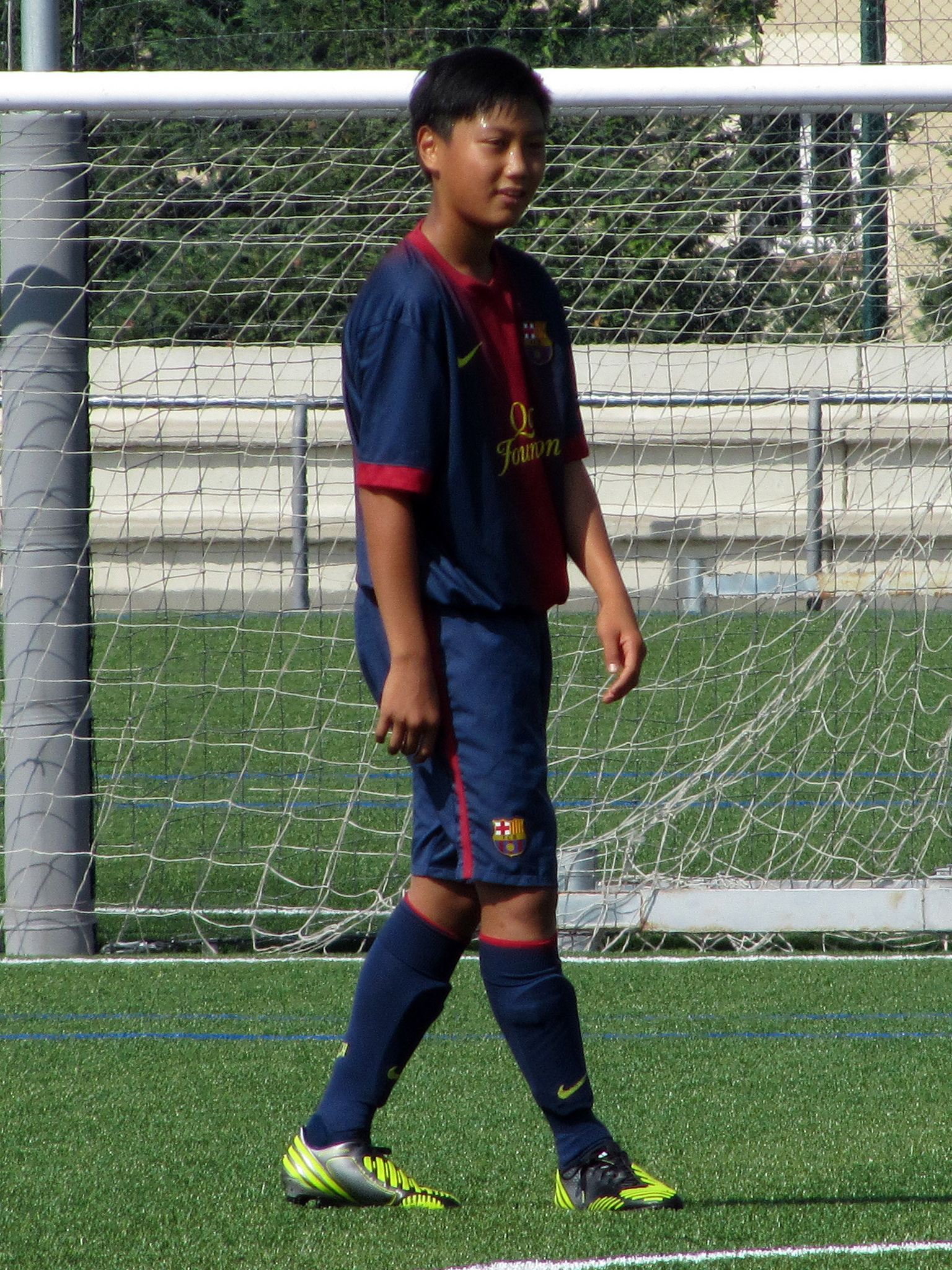
2012년

2009년 서울대동초등학교 소속으로 초등 주말리그에서 18경기에 나서 30골을 넣는 활약을 보였다. 이후 제22회 차범근 축구대상을 수상하는등 빼어난 유망주로서 주목을 받았다. 12월에는 대한민국 U-14 축구 국가대표팀의 일원 자격으로 스페인의 바르셀로나에서 열린 제1회 한국-카탈루냐 유소년 컵 대회에 참가했고, 이 대회에서 인상적인 활약을 펼쳐 FC 바르셀로나 유소년 팀 감독의 눈에 띄어 계약 제의를 받게 되었다. 하지만 이미 수원 삼성 블루윙즈 U-15 유스팀인 매탄중학교에 스카우트되어 입학이 예정된 상태였으나 수원 측에서는 대승적 차원에서 백승호를 보내 주기로 하고 스페인에 가서도 지원을 해주기로 결정하였다.
백승호는 2010년 3월까지 수원 삼성 블루윙즈 U-15 유소년 팀인 매탄중학교 축구부에서 뛰다가 2010년 4월에 FC 바르셀로나의 U-13 유소년 팀인 인판틸 A로 이적하였다. 2011년 7월, 백승호는 FC 바르셀로나 유소년 팀과 5년 계약을 마쳐 19세까지 FC 바르셀로나의 유니폼을 입게 되었다. 하지만 2013년 2월 FIFA는 FC 바르셀로나 유소년 팀의 백승호를 포함한 6명에 대해 FIFA 규정 19조를 위반했다는 이유로 공식 대회 출전 정지 처분을 내려 2016년 1월까지 FC 바르셀로나의 공식 경기에 참가하지 못했다. 2016년 1월에 징계가 풀리자 주로 FC 바르셀로나 후베닐 A에서 활약했고, 2월 21일에 FC 바르셀로나 B의 부름을 받아 레반테 UD와의 세군다 디비시온 B 경기에서 후반 45분에 교체 투입되며 프로 데뷔를 하였다.

## 구단 경력

### 지로나
2017년 8월 21일, 백승호는 FC 바르셀로나 B를 떠나 같은 스페인 클럽인 지로나 FC와 3년 계약을 체결하고 지로나의 2군 팀인 CF 페랄라다-지로나 B에 이적했다. 10월 20일]에는 UE 랴고스테라와의 코파 카탈루냐 경기에서 후반 시작과 함께 교체 투입되며 비공식으로 지로나 1군에서의 첫 경기를 가졌다.
2019년 1월 10일 백승호는 아틀레티코 마드리드와의 코파 델 레이 경기에 선발로 출전해 66분동안 뛰면서 공식 경기에서 1군 데뷔전을 가졌고, 1월 28일 FC 바르셀로나와의 라리가 경기에서 후반 41분에 교체 투입되며 대한민국 선수로는 여섯 번째로 라리가 무대를 밟았다.

### SV 다름슈타트 98
2019년 8월 31일, 독일 2. 분데스리가 팀 SV 다름슈타트 98로 이적했다.

### 전북 현대 모터스
2021년 3월 30일, SV 다름슈타트 98에서 이적했다. 2021년 4월 11일에 치러진 인천 유나이티드와의 경기에서 전북 현대 모터스  입단 이후 첫 경기를 치렀다.

### 버밍엄 시티
전북 현대 모터스와의 3년 계약이 종료되고 2022년 아시안 게임 금메달리스트로서 병역 면제를 받은 백승호는 유럽으로 돌아갈 것으로 예상되었다. 2024년 1월 30일, 그는 EFL 챔피언십 클럽 버밍엄 시티에 입단했다. EFL 챔피언십 시즌 마지막 경기일인 2024년 5월 4일, 백승호는 1-0으로 승리한 노리치 시티와의 경기에서 버밍엄 소속으로 첫 골을 넣었지만, 승리가 팀을 강등에서 구하기에는 충분하지 않았다. 새 시즌을 앞두고 등번호가 8번으로 교체되었다. 8번은 주로 미드필더들이 다는 등번호다.

## 국가대표팀 경력
2016년 9월 대한민국 U-20 축구 국가대표팀에 김무건의 부상으로 대체 발탁되며 카타르 4개국 친선 대회에 참가했고, 10월에는 2016년 AFC U-19 챔피언십에 참가했다.
2017년 3월 대한민국 U-20 축구 국가대표팀에 뽑혀 2017년 FIFA U-20 월드컵의 사전 경기 격인 '아디다스컵 U-20 4개국 국제축구대회'에 참가했고, 2017년 FIFA U-20 월드컵에 출전해 아르헨티나를 상대로 페널티 킥 골을 넣어 대한민국의 2 – 1 승리에 기여했다. 이 경기에서 백승호는 두 손으로 무엇인가를 만드는 골 세리머니를 펼쳤는데, 이를 두고 누리꾼들은 디에고 마라도나가 조 추첨식에서 아르헨티나를 뽑고 웃은 장면을 패러디한 것이라고 어림했으나 백승호는 이를 부인했다.

2019년 6월 11일 이란과의 평가전에서 선발 출전해 A매치 데뷔전을 치렀다. 안정적인 경기력,패싱,환상적인 탈압박 등으로 큰 임팩트를 남겼다.
그 후 2022년 FIFA 월드컵 국가대표팀에 선발됐음에도 조별리그 3경기에는 나오지 않았지만 카타르 도하의 스타디움 974에서 열린 브라질과의 16강전 후반전에 황인범과 교체 출전하여 월드컵 데뷔전을 치렀고 이날 후반 31분 중거리 슈팅으로 자신의 월드컵 데뷔 골을 신고하며 대한민국 월드컵 통산 39번째 골의 주인공이 되었으며 대한민국 국가대표 선수로는 26번째로 월드컵에서 득점을 기록한 선수로 이름을 올렸다. 또한 이 골은 카타르 월드컵 Best Goal 7위에 올랐고, 스타디움 974에서 나온 마지막 골이자 벤투호의 통산 100번째 골이기도 하다.
2022년 아시안 게임을 앞두고 U-23 국가대표팀에 와일드카드 선수로 발탁되어 국가대표팀 주장을 맡았다. 당시 백승호는 상무에 지원하였는데, U-23 대표팀이 아시안 게임 축구 3연패를 달성하며 병역특례를 얻었다.

### 국가대표팀 득점 기록
| # | 경기일     | 경기장소           | 상대팀     | 득점 | 결과 | 비고               |
| - | ---------- | ------------------ | ---------- | ---- | ---- | ------------------ |
| 1 | 2022/01/15 | 튀르키예, 안탈리아 | 아이슬란드 | 3-0  | 5-1  | 친선경기           |
| 2 | 2022/01/21 | 튀르키예, 안탈리아 | 몰도바     | 2-0  | 4-0  | 친선경기           |
| 3 | 2022/12/05 | 카타르, 도하       | 브라질     | 1-4  | 1-4  | 2022년 FIFA 월드컵 |

## 수상 내역

#### 구단
지로나 FC
- 수페르코파 데 카탈루냐: 우승 (2019)

전북 현대 모터스
- K리그1 : 우승 (2021), 준우승 (2022)
- FA컵 : 우승 (2022), 준우승 (2023)

### 국가대표팀
대한민국
- EAFF E-1 풋볼 챔피언십 : 준우승 (2022)